# 32. domobranski pehotni polk (Avstro-Ogrska)
Za druge 32. polke glejte 32. polk.
32. domobranski pehotni polk (nemško k.k. Landwehr Infanterie Regiment Nr. 32) je bil pehotni polk avstro-ogrskega Domobranstva.

## Zgodovina
Polk je bil ustanovljen leta 1901. 

### Prva svetovna vojna
Polkovna narodnostna sestava leta 1914 je bila sledeča: 91% Poljakov in 9% drugih. Naborni okraj polka je bil v Nowy Sączu in Tarnówu, pri čemer so bile polkovne enote garnizirane v Nowy Sączu.
Polk je sodeloval v bojih na soški fronti. Med deseto soško ofenzivo je bil 23. maja 1917 polk razbit pri Lukatiču. V noči iz 3. na 4. september 1917, med enajsto soško ofenzivo, je polk zamenjal ostanke 87. pehotnega polka na Škabrijelu, a jih je ob zori 4. septembra napadla skupina 400 arditov, pri čemer so domobranci izgubili položaje in se umaknili z velikimi izgubami.

## Poveljniki polka
- 1914: Silvester von Lukanovic[1]